# Czermin (gmina w województwie wielkopolskim)
Czermin – gmina wiejska w województwie wielkopolskim, w powiecie pleszewskim z siedzibą we wsi Czermin.
Według danych z 1 stycznia 2020 gmina liczyła 4947 mieszkańców.

## Położenie
Według danych z 1 stycznia 2020 powierzchnia gminy Czermin wynosiła 98,09 km².
Gmina położona jest w zachodniej części powiatu pleszewskiego, wschodnią granicę gminy stanowi rzeka Prosna.
Przez teren gminy Czermin przebiega droga wojewódzka:
- 443 odcinek Sucha – Grab – Gizałki

## Charakterystyka gminy
Gmina Czermin ma charakter rolniczy – wśród uprawianych roślin domunują zboża i ziemniaki oraz hodowla bydła i trzody chlewnej.

## Przynależność administracyjna
| Gmina Czermin | Gmina Czermin             | Gmina Czermin             |
| Okres         | Jednostka administracyjna | Jednostka administracyjna |
| ------------- | ------------------------- | ------------------------- |
| 1975–1998     | województwo kaliskie      | województwo kaliskie      |
| 1999–         | województwo wielkopolskie | powiat pleszewski         |

## Środowisko naturalne

### Lasy
W 2016 roku powierzchnia lasów na terenie gminy wynosiła 1127,42 ha, co stanowi lesistość na poziomie 11,5%.

## Demografia

### Ludność
| Liczba mieszkańców gminy Czermin według danych GUS | Liczba mieszkańców gminy Czermin według danych GUS | Liczba mieszkańców gminy Czermin według danych GUS | Liczba mieszkańców gminy Czermin według danych GUS | Liczba mieszkańców gminy Czermin według danych GUS |
| Rok (stan na 1 stycznia)                           | Liczba ludności                                    | Przyrost                                           | Gęst. zaludnienia [os./km²]                        | Powierzchnia [km²]                                 |
| -------------------------------------------------- | -------------------------------------------------- | -------------------------------------------------- | -------------------------------------------------- | -------------------------------------------------- |
| 2016                                               | 4893                                               | –                                                  | 50                                                 | 98,09                                              |
| 2017                                               | 4917                                               | 24                                                 | 50                                                 | 98,09                                              |
| 2018                                               | 4907                                               | 10                                                 | 50                                                 | 98,09                                              |
| 2019                                               | 4919                                               | 12                                                 | 50                                                 | 98,09                                              |
| 2020                                               | 4947                                               | 28                                                 | 50                                                 | 98,09                                              |

| Wskaźnik maskulinizacji (stan na 31 grudnia 2019) | Wskaźnik maskulinizacji (stan na 31 grudnia 2019) | Wskaźnik maskulinizacji (stan na 31 grudnia 2019) | Wskaźnik maskulinizacji (stan na 31 grudnia 2019) | Wskaźnik maskulinizacji (stan na 31 grudnia 2019) |
| Opis                                              | Ogółem                                            | Ogółem                                            | Kobiety                                           | Mężczyźni                                         |
| ------------------------------------------------- | ------------------------------------------------- | ------------------------------------------------- | ------------------------------------------------- | ------------------------------------------------- |
| populacja                                         | 4947                                              | 100%                                              | 49,2%                                             | 50,8%                                             |

## Miejscowości
Miejscowości wg TERYT:
| - Broniszewice - Czermin - Grab - Łęg - Mamoty - Pieruchy - Pieruszyce - Psienie-Ostrów - Skrzypnia - Strzydzew - Wieczyn - Żale - Żbiki - Żegocin | - Robaków - Wola Duchowna |

## Zabytki i miejsca historyczne
Obiekty wpisane w rejestr zabytków województwa wielkopolskiego:
| - Broniszewice - pałac (1892) - park (2 poł. XIX w.) - Czermin - dwór (pocz. XX w.) - park (2 poł. XIX w.) - drewniany kościół pw. św. Jakuba (1 poł XVIII w.) - plebania (1 poł. XIX w.) - Grab - pałac (1850) - park (XIX w.) - oficyna (1810–1820) - Pieruchy - dwór (XIX w.); pozostałości parku - Psienie-Ostrów - dwór (1890) | - Skrzypnia - dwór (2 poł. XIX w.) - Strzydzew - kościół pw. św. Józefa Robotnika (1897–1898) - cmentarz kościelny - ogrodzenie–mur (1898) - Wieczyn - kościół pw. Najświętszego Serca Pana Jezusa - plebania (1910–1911) - park i ogród plebański (2 poł. XIX w.) - Żegocin - pałac (XVIII w., 1840) - park (XVIII/XIX w.) - drewniany kościół pw. NMP Wniebowziętej (XVIII w.) |

## Współpraca międzynarodowa
- gmina Steinhöfel[8]

## Sąsiednie gminy
Chocz, Gizałki, Kotlin, Pleszew, Żerków